# Cryptocentrus melanopus
Cryptocentrus melanopus là một loài cá biển thuộc chi Cryptocentrus trong họ Cá bống trắng. Loài này được mô tả lần đầu tiên vào năm 1860.

## Từ nguyên
Từ định danh melanopus được ghép bởi hai âm tiết trong tiếng Hy Lạp cổ đại: mélanos (μέλανος; “đen”) và poús (πούς; “chân”), hàm ý đề cập đến chóp đen trên vây bụng của loài cá này.

## Tình trạng phân loại
Russell và cộng sự (2010) ghi chú rằng, C. melanopus là tên do Castelnau đặt cho bức vẽ của ông về một loài cá bống, sau đó Bleeker đã chính thức mô tả loài này dựa vào bức vẽ đó. Không có bất kỳ mẫu vật của loài này được thu thập khi đó. C. melanopus được xếp vào một đồng nghĩa cao cấp của Cryptocentrus leptocephalus.
C. melanopus đôi khi được xác định là C. singapurensis (Herre, 1936), một đồng nghĩa thứ cấp của C. leptocephalus. Hình vẽ mẫu gốc do Herre (1936) cung cấp nhìn chung phù hợp với mô tả của C. melanopus, nhưng lại xuất hiện những đốm nhỏ như loài C. leptocephalus. Mẫu định danh của C. singapurensis hiện còn lưu giữ (số hiệu CAS-SU 29087) cho thấy các đặc điểm giống với C. leptocephalus. Nhiều khả năng bức vẽ của Herre là sự pha trộn giữa mẫu gốc và các mẫu phụ (paratype). Do có sự nhập nhằng này và sự nhầm lẫn trong việc phân loại hai loài, Hoese và cộng sự (2011) vẫn giữ lại danh pháp Cryptocentrus melanopus.

## Phân loại
C. melanopus đã được ghi nhận chắc chắn tại Singapore, Malaysia, Brunei, Việt Nam, Indonesia và Bắc Úc.

## Mô tả
Trên đầu của C. leptocephalus và C. melanopus đều có thêm các chấm nhỏ ngoài các đốm đỏ hồng lớn hơn. C. melanopus có ít chấm nhỏ hơn, và những chấm này lớn hơn so với C. leptocephalus; có một vệt đỏ kéo dài chứ không phải là đốm tròn nhỏ ở phía trên gốc vây ngực như C. leptocephalus; một vệt đỏ kéo dài từ mắt xuống hàm (C. leptocephalus không có). Dải màu sẫm đầu tiên bên dưới vây lưng sau ở C. melanopus nghiêng hoàn toàn về phía trước vây hậu môn, tiếp theo là 4 dải xiên màu sẫm hẹp hơn (có khi hợp nhất còn 3), còn ở C. leptocephalus dải màu sẫm đầu tiên chồng lên một phần gốc trước của vây hậu môn, theo sau chỉ có 3 dải.
C. leptocephalus và C. melanopus cũng là những loài dị hình giới tính. Con đực của cả hai loài đều có đốm trên vây lưng, trong khi con cái có các vệt sọc đỏ trên màng vây lưng.